# هابسبورگ ۸۵۱۹۹
سیارک ۸۵۱۹۹ (به انگلیسی: 85199 Habsburg، نامگذاری:1991TE7) هشتاد و پنج هزار و صد و نود و نهمین سیارک کشف شده‌است که در ۳ اکتبر ۱۹۹۱ کشف شد.